# Terambo
Terambo (en griego, Θεράμβως) fue una antigua ciudad griega de la península Calcídica. 
Es citada por Heródoto como una de las ciudades —junto a Potidea, Afitis, Neápolis, Ege, Escíone, Mende y Sane— situadas en la península de Palene donde Jerjes reclutó tropas y naves en su expedición del año 480 a. C. contra Grecia.
Posteriormente la ciudad perteneció a la liga de Delos puesto que es mencionada en listas de tributos a Atenas desde 454/3 hasta 429/8 a. C.
También es mencionada en el Periplo de Pseudo-Escílax como una de las ciudades ubicadas en la península de Palene.